# تشارلز ملفين برايس
تشارلز ملفين برايس (بالإنجليزية: Charles Melvin Price)‏ هو رئيس تحرير صحيفة وسياسي أمريكي، ولد في 1905 في الولايات المتحدة، وتوفي في 22 أبريل 1988 في الولايات المتحدة بسبب سرطان البنكرياس. حزبياً، نشط في الحزب الديمقراطي. وقد انتخب سكرتارية (1933 – 1943) وانتخب عضو ‏ (1929 – 1931) وانتخب عضو مجلس النواب الأمريكي.